# Nusaybah bint Ka'ab
Nusaybah bint Ka'ab (arabisch نسيبة بنت كعب, DMG Nusaiba bt. Kaʿb, auch ʾUmm Ammârah, ʾUmm ʿAmmarah, Umm Umara, Umm marah) war eine der ersten zum Islam konvertierten Frauen. Sie war ferner eine Kriegerin und Lehrerin des frühen Islams und Weggefährtin Mohammeds.

## Leben
Als 74 Anführer, Krieger und Staatspersonen Medinas nach al-Aqabah kamen, um zum Islam zu konvertieren, der von Mus'ab ibn 'Umair in der Stadt gepredigt wurde, waren Nusaybah und Umm Munee Asma bint 'Amr bin 'Adi die einzigen Frauen, die ihre bayah direkt auf den Propheten schworen. Der Ehemann der letzteren, Ghazyah bin 'Amr, unterrichtete Mohammed, dass die Frauen ihre bayah persönlich abgeben wollten, womit dieser sich einverstanden erklärte. Die bayah bedeutete effektiv die Übergabe der Stadt an Mohammed durch ihre Führungsfiguren.
Danach kehrte Nusaybah nach Medina zurück und lehrte die Frauen der Stadt den Islam. Sie spielte eine bedeutende Rolle in den Konflikten Mohammeds und der frühen Kalifate des jungen Islam, insbesondere in der Schlacht von Uhud, in der sie den Propheten gemeinsam mit ihrem Mann und ihren beiden ältesten Söhnen verteidigte. Als die Soldaten versprengt wurden, umringte sie mit Mann und Söhnen Mohammed und verteidigte ihn. Mohammed berichtete später, dass in der Schlacht von Uhud, wohin auch immer er sich wandte, Nusaybah dort war und ihn beschützte. Sie trug mindestens zwölf größere Verletzungen von diesem Kampf davon und benötigte danach ein Jahr zur Erholung.
Später nahm Nusaybah gemeinsam mit anderen Frauen unter anderem an der Schlacht von Hunain und dem Krieg von Yamâmah teil sowie am Vertrag von Hudaybiyah.
Ihre Tapferkeit, ihr Mut und ihre Opferbereitschaft wurden vom Propheten an mehreren Stellen gelobt, u. a.:

„Woher kann irgendjemand Tapferkeit erlangen, wie du sie besitzt, oh Umm 'Ammârah?“

Die Frauen fochten neben den Männern und erhielten einen Anteil an der Kriegsbeute. Nusaybah kämpfte auch nach Mohammeds Tod bis zum hohen Alter von mindestens 60 Jahren in verschiedenen Kriegen und lehrte den Islam. In der Schlacht gegen Musailamah Kaththâb, in der ihr Sohn getötet wurde, verlor sie einen Arm.

## Enthüllung der Āyah
Nusaybah bemerkte gegenüber dem Propheten, dass der Koran nur Männer erwähnt und den Frauen keine Bedeutung zugestehe. Der Prophet enthüllte daraufhin den folgenden Koranvers:

„In der Tat, die Muslime, Männer und Frauen, die Gläubigen, Männer und Frauen, die Männer und Frauen, die gehorchen (Allah), die Männer und Frauen, die wahrhaftig sind, die Männer und Frauen, die geduldig sind, die Männer und Frauen, die bescheiden sind, die Männer und Frauen, die Almosen geben, die Männer und Frauen, die das Fasten einhalten, die Männer und Frauen, die sittsam sind, und die Männer und Frauen, die Allah mit ihren Herzen und Zungen gedenken, für sie hält Allah Vergebung und großen Lohn bereit.“

## Familie
Nusaybah war ein Mitglied des Stammes Banu Najjar aus Medina.
- Bruder: Abdullah bin K'ab
- Erster Ehemann[1]: Zaid bin 'Asim Mâzni
  - Sohn: 'Abdullah bin Umm'Ammârah, Weggefährte Mohammeds, Märtyrer in der Schlacht von Hurrat
  - Sohn: Habib bin Umm'Ammârah, Weggefährte Mohammeds, Märtyrer in der Schlacht gegen Musailamah Kaththâb
- Zweiter Ehemann: Ghazyah bin 'Amr Mâzni
  - Sohn: Tameem
  - Tochter: Khawlah